# Demi (Album)
Demi ist das vierte Studioalbum von Demi Lovato. Es erschien am 10. Mai 2013 unter dem Label Hollywood Records. Am 30. Mai 2013 wurde das Album in Deutschland veröffentlicht. Es belegte Platz drei der Billboard 200.

## Hintergrund
Lovato nahm das Album während der Arbeit als Jurymitglied bei The X Factor auf. Man wollte mit dem Album eine größere Zahl an Hörern erreichen, da die Musik eher als Mainstream angesehen werden könne. Lovato verdeutlichte nach der Veröffentlichung des Albums, dass der Titel Warrior als Fortsetzung der Single Skyscraper dienen solle.

## Singleauskopplungen

### Heart Attack
Mit Heart Attack erschien am 24. Februar 2013 die erste Single des Albums. Sie belegte Platz 10 in den Charts der Vereinigten Staaten und erreichte dort 2-fach Platin. Ein Musikvideo zur Single erschien am 9. April 2013 auf Vevo.

### Made in the USA
Als zweite Single des Albums wurde Made in the USA am 16. Juli 2013 veröffentlicht. In den Vereinigten Staaten erreichte es Platz 80 der Charts. Das zugehörige Musikvideo erschien am 17. Juli 2013 und ist zugleich das erste, bei welchem Lovato selbst Regie führte.

### Neon Lights
Am 19. November 2013 veröffentlichte Lovato Neon Lights als dritte Single des Albums. Das Lied ist in die Kategorie des Dancepops einzuordnen. Es belegte Platz 36 der Billboard Hot 100 und wurde in den Vereinigten Staaten mit Platin ausgezeichnet. Ein Musikvideo zum Lied wurde am 21. November 2013 veröffentlicht.

### Really Don't Care
Really Don't Care ist die vierte und letzte Single des Albums und erschien als solche am 20. Mai 2014. Im Lied ist neben Lovato auch Cher Lloyd zu hören. Die Höchstposition in den Charts erreichte das Lied auf Platz 26 in den Vereinigten Staaten. Das Musikvideo zu Really Don't Care wurde am 8. Juni 2014 bei der LA Pride Parade gedreht. Im Video sind unter anderem Perez Hilton, Kat Graham, Cher Lloyd, Travis Barker und Lovatos damaliger Lebensgefährte Wilmer Valderrama zu sehen.

## Titelliste
| #   | Titel                              | Songwriting                                                                          | Länge |
| --- | ---------------------------------- | ------------------------------------------------------------------------------------ | ----- |
| 1.  | Heart Attack                       | Mitch Allan, Jason Evigan, Sean Douglas, Nikki Williams, Aaron Phillips, Demi Lovato | 3:30  |
| 2.  | Made in the USA                    | Demi Lovato, Jonas Jeberg, Jason Evigan, Corey Chorus, Blair Perkins                 | 3:16  |
| 3.  | Without the Love                   | Demi Lovato, Matt Squire, Roy Battle, Freddy Wexler                                  | 3:55  |
| 4.  | Neon Lights                        | Demi Lovato, Mario Marchetti, Tiffany Vartanyan, Ryan Tedder, Noel Zancanella        | 3:53  |
| 5.  | Two Pieces                         | Olivia Waithe, Mitch Allan, Jason Evigan                                             | 4:25  |
| 6.  | Nightingale                        | Demi Lovato, Anne Preven, Matt Radosevich, Felicia Barton                            | 3:36  |
| 7.  | In Case                            | Jake Schmugge, Emanuel Kiriakou, Priscilla Renea                                     | 3:34  |
| 8.  | Really Don’t Care (mit Cher Lloyd) | Demi Lovato, Carl Falk, Rami Yacoub, Savan Kotecha, Cher Lloyd                       | 3:21  |
| 9.  | Fire Starter                       | Jarrad "Jaz" Rogers, Lindy Robbins, Julia Michaels                                   | 3:24  |
| 10. | Something That We’re Not           | Demi Lovato, Andrew Goldstein, Emanuel Kiriakou, Savan Kotecha                       | 3:17  |
| 11. | Never Been Hurt                    | Demi Lovato, Ali Tamposi, Jason Evigan, Jordan Johnson                               | 3:56  |
| 12. | Shouldn’t Come Back                | Demi Lovato, Rami Yacoub, Carl Falk, Savan Kotecha                                   | 3:48  |
| 13. | Warrior                            | Demi Lovato, Andrew Goldstein, Emanuel Kiriakou, Lindy Robbins                       | 3:51  |

## Kommerzieller Erfolg

### Chartplatzierungen
| ChartsChartplatzierungen       | Höchstplatzierung | Wochen |
| ------------------------------ | ----------------- | ------ |
| Deutschland (GfK)              | 39 (1 Wo.)        | 1      |
| Österreich (Ö3)                | 38 (1 Wo.)        | 1      |
| Schweiz (IFPI)                 | 36 (3 Wo.)        | 3      |
| Vereinigte Staaten (Billboard) | 3 (51 Wo.)        | 51     |
| Vereinigtes Königreich (OCC)   | 10 (12 Wo.)       | 12     |

| ChartsJahrescharts (2013)      | Platzierung |
| ------------------------------ | ----------- |
| Vereinigte Staaten (Billboard) | 94          |

### Auszeichnungen für Musikverkäufe
| Land/Region                  | Auszeichnungen für Musikverkäufe (Land/Region, Auszeichnung, Verkäufe) | Verkäufe  |
| ---------------------------- | ---------------------------------------------------------------------- | --------- |
| Brasilien (PMB)              | Diamant                                                                | 160.000   |
| Dänemark (IFPI)              | Platin                                                                 | 20.000    |
| Finnland (IFPI)              | Platin                                                                 | 20.000    |
| Italien (FIMI)               | Gold                                                                   | 25.000    |
| Kanada (MC)                  | Gold                                                                   | 40.000    |
| Kolumbien (ASINCOL)          | Gold                                                                   | 5.000     |
| Malaysia (RIM)               | Platin                                                                 | 10.000    |
| Mexiko (AMPROFON)            | Gold                                                                   | 30.000    |
| Neuseeland (RMNZ)            | Platin                                                                 | 15.000    |
| Norwegen (IFPI)              | Platin                                                                 | 20.000    |
| Schweden (IFPI)              | Gold                                                                   | 20.000    |
| Singapur (RIAS)              | Gold                                                                   | 5.000     |
| Vereinigte Staaten (RIAA)    | 2× Platin                                                              | 2.000.000 |
| Vereinigtes Königreich (BPI) | Gold                                                                   | 100.000   |
| Insgesamt                    | 7× Gold · 7× Platin · 1× Diamant ·                                     | 2.470.000 |

Hauptartikel: Demi Lovato/Auszeichnungen für Musikverkäufe